# Kathleen Kenyon
Kathleen Mary Kenyon, dame, DBE (ur. 5 stycznia 1906 w Londynie, zm. 24 sierpnia 1978 w Erbistock w hrabstwie Wrexham w Walii) – brytyjska archeolog, odkrywczyni Jerycha jako najstarszego stale zamieszkanego miasta świata. Znawczyni starożytnych kultur Żyznego Półksiężyca, prowadziła prace wykopaliskowe m.in. w Jerozolimie i Jerychu.

## Życiorys
Córka Frederica G. Kenyona, dyrektora Muzeum Brytyjskiego i jego żony Amy. Absolwentka Sommerville College na Uniwersytecie Oksfordzkim. Po ukończeniu studiów w 1929 uczestniczyła w afrykańskiej kampanii wykopaliskowej prowadzonej przez Gertrudę Caton-Thopmson w Wielkim Zimbabwe. W 1930 roku dołączyła do dużego zespołu archeologów kierowanego przez Mortimera i Tessę Wheeler w Verulamium. Wspólnie z Mortimerem Wheelerem wypracowała nowe zasady prowadzenia wykopalisk, nazwane metodą Wheeler-Kenyon (ang. Wheeler-Kenyon method), a polegające na dzieleniu terenu badań na mniejsze sekcje.
W latach 1936–1939 prowadziła badania nad tzw. Jewry Wall w Leicester. Ze względu na wagę odkrycia, w kwietniu 1937 powierzono jej funkcję dyrektora instytutu archeologicznego Uniwersytetu Londyńskiego, którą pełniła do 1946. W tym okresie pracowała m.in. na wykopaliskach w Sabracie. Została wybrana honorowym dyrektorem British School of Archaeology w Jerozolimie (1951-1966).
Jej prace badawcze w Jerychu (Tell as-Sulṭān) umożliwiły wyznaczenie dolnej granicy zasięgu kultury natufijskiej pod koniec epoki lodowcowej (10000–9000 p.n.e.). Kenyon prowadziła również prace wykopaliskowe w jerozolimskim Mieście Dawida. W 1962 roku jako pierwsza kobieta w historii wybrana została przewodniczącą Oxford Archaeological Society (Oksfordzkiego Towarzystwa Archeologicznego).
Emerytowana w 1973, została odznaczona Orderem Imperium Brytyjskiego.

## Publikacje
- Digging up Jericho (1957)
- Excavations at Jericho (t. 1 1960, t. 2 1965)
- Amorites and Canaanites (1966)
- Royal Cities of the Old Testament (1970)
- Digging up Jerusalem (1974)